# Aloise Kettel
Aloise Kettel, auch Aloisia Kettel, geborene Aloise Höpfner Edle von Brandt, auch Aloisia Höpfner Edle von Brendt (1803 in Brünn – 25. Mai 1867 in Stuttgart) war eine österreichische Theaterschauspielerin.

## Leben
Aloise Kettel debütierte 1825 als „Elsbeth“ (Drei Wahrzeichen) am Theater an der Wien in Wien und war dann am Theater in der Josefstadt, in Braunschweig von 1826 bis 1829 (zunächst als jugendliche Liebhaberin, seit 1826 aber hoch komische Mütter gab, ein vielleicht beispielloser Fall), in Stuttgart von 1829 bis 1831 (Fach der tragischen und edlen Mütter), erneut in Braunschweig von 1839 bis 1841 (komische Mutter- und Charakterrollen), in Hannover von 1841 bis 1843, zum dritten Mal in Braunschweig von 1843 bis 1855 und zuletzt in Stuttgart von 1855 bis 1865 engagiert, entsagte dann der künstlerischen Tätigkeit und starb am 25. Mai 1867 in Stuttgart. Sowohl im jungen wie im alten Fach zeichnete sie sich durch Naturwahrheit des Spiels aus und erntete in diesen und jenen Rollen einstimmigen Beifall. Zudem gab sie in Stuttgart dramatischen Unterricht.
Verheiratet war sie seit 1832 mit ihrem Schauspielkollegen Johann Georg Kettel, mit dem sie an vielen Gastspielreisen teilnahm.